# Province de Sidi Bennour
La province de Sidi Bennour est une subdivision de la région marocaine
de Casablanca-Settat. Créée en 2009, elle a pour chef-lieu Sidi Bennour.
Bordée par la province d'El Jadida au nord et la province de Safi au sud, elle dispose d'un littoral atlantique à l'ouest, qui abrite la ville de Oualidia. Son réseau routier, long de 833 km, comprend 780 km goudronnés (données de 2010).